# Gramática gerativa

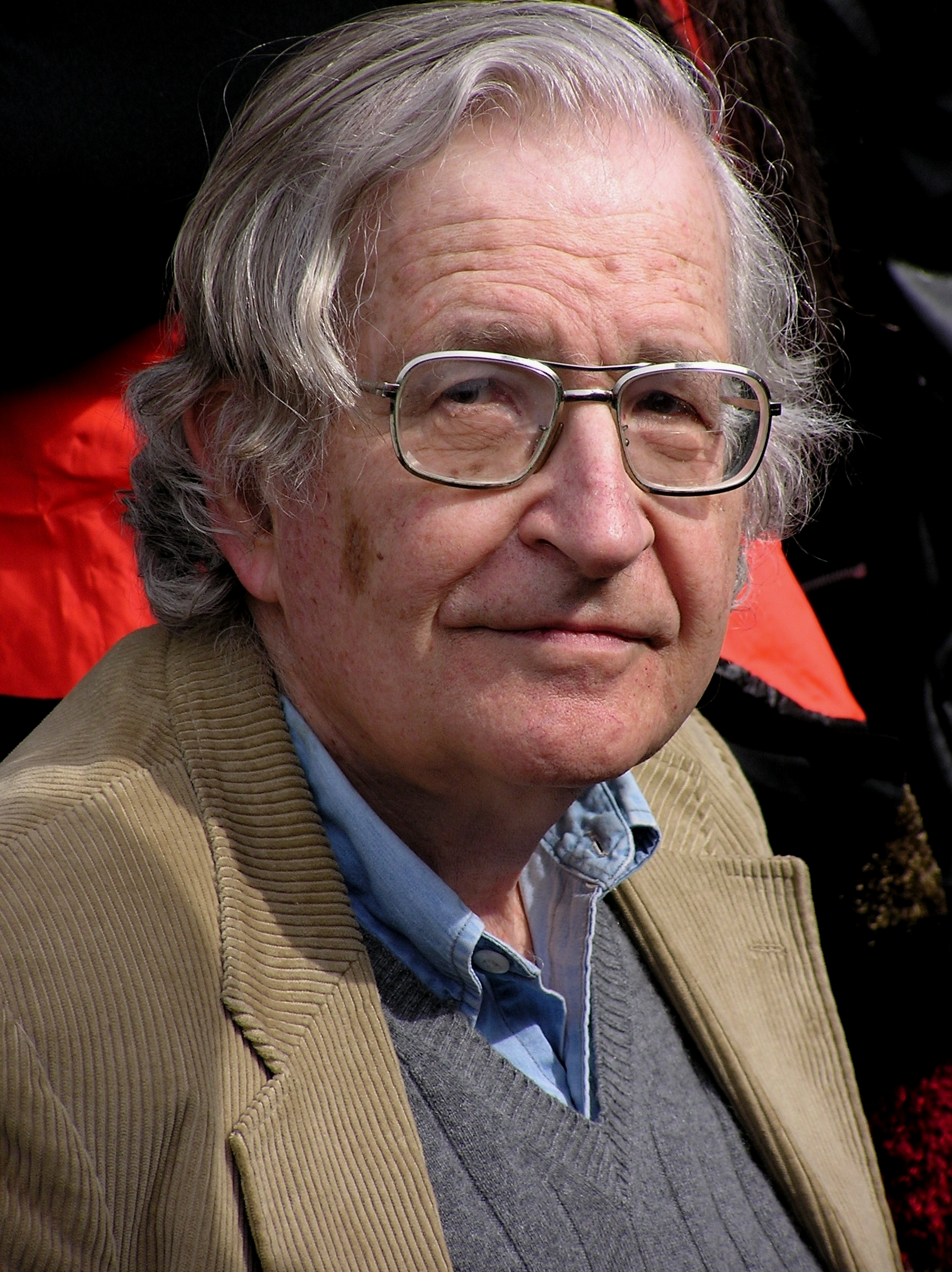
Noam Chomsky, linguista estadunidense, iniciador da teoria da gramática generativa,

A gramática gerativa ou generativa é uma teoria linguística elaborada por Noam Chomsky e pelos linguistas do Massachusetts Institute of Technology a partir do fim da década de 1950. Em 1965, no livro Aspects of the Theory of Syntax, Chomsky apresenta o modelo de gramática que ficaria conhecido como o modelo "padrão" da gramática gerativa. Houve depois o modelo "padrão estendido" e, a partir da década de 1980, o modelo de "princípios e parâmetros". A partir do fim da década de 90, a gramática gerativa entra na sua fase conhecida como Programa Minimalista.

## Gramática transformacional
A gramática transformacional é uma teoria gramatical lançada por Noam Chomsky em 1957. Trata do aspecto criativo da faculdade da linguagem e aborda os processos de transformação pelos quais passa o sintagma. A gramática transformacional é um tipo particular de gramática generativa, noção introduzida na linguística na década de 1950 por Noam Chomsky, que renovou completamente a investigação nesta área do conhecimento. É possível conceber tipos diferentes de gramática ge(ne)rativa, e o próprio Chomsky definiu e discutiu vários tipos diferentes em seus primeiros trabalhos. Mas, desde o início, ele próprio defendeu um tipo particular, ao qual deu o nome de gramática transformacional ou GT;  a gramática transformacional foi chamada às vezes gramática gerativa transformacional, ou GGT.

### História
Foi nos EUA, no fim dos anos 50, que surgiram as críticas ao distribucionalismo americano que poriam em questão os fundamentos teóricos do movimento estruturalista.
Um dos discípulos de Harris, Noam Chomsky trabalhava com ele numa formalização lógico-matemática dos métodos distribucionais e, na sua extensão, à sintaxe. Está na origem de mudanças que marcaram profundamente a orientação da pesquisa em linguística.
Na obra As Estruturas Sintáticas, publicada em 1957, Noam Chomsky apresenta essencialmente uma crítica ao distribucionalismo, ao mesmo tempo que introduz as primeiras transformações na descrição sintática.
Em 1965, a obra Aspectos da Teoria da Sintaxe sintetiza os problemas abordados desde 1957. Os conceitos de competência e de performance (desempenho) da estrutura de superfície (realizar frases) e da estrutura profunda (caminho a seguir para criar frases), constituem-se numa nova teoria do conjunto dos fenômenos linguísticos. Nasceu um novo movimento designado: Linguística gerativa, no MIT (Instituto de Tecnologia de Massachusetts).
A rápida difusão do movimento gerativista na Europa pode explicar-se não só como uma tendência muito geral de abertura da Europa às concepções americanas, mas igualmente por certos aspectos da própria teoria generativa. Por exemplo, o fato de retomar algumas tradições antigas da gramática, ao mesmo tempo que redescobre, sob novas formas, conceitos ligados ao desenvolvimento da linguística estrutural europeia.

## Características
Criticando o modelo distribucional e o modelo dos constituintes imediatos da linguística estrutural, que, segundo eles, descrevem somente as frases realizadas e não podem explicar um grande número de dados linguísticos (como a ambiguidade, os constituintes descontínuos, etc.), N. Chomsky define uma teoria capaz de dar conta da criatividade do falante, de sua capacidade de emitir e de compreender frases inéditas.
Nessa perspectiva, a gramática é um mecanismo finito que permite gerar (engendrar) o conjunto infinito das frases gramaticais (bem formadas, corretas) de uma língua, e somente elas. Formada de regras que definem as sequências de palavras ou de sons repetidos, essa gramática constitui o saber linguístico dos indivíduos que falam uma língua, isto é, a sua competência linguística. A utilização particular que cada autor faz da língua em uma situação particular de comunicação depende da performance.

## Componentes da gramática
A gramática é formada de três partes ou componentes:
- Um componente sintático, sistema das regras que definem as frases permitidas em uma língua;
- Um componente semântico, sistema das regras que definem a interpretação das frases geradas pelo componente sintático;
- Um componente fonológico e fonético, sistema de regras que realizam em uma sequência de sons as frases geradas pelo componente sintático.

O componente sintático, ou sintaxe, é formado de duas grandes partes: a base, que define as estruturas fundamentais, e as transformações, que permitem passar das estruturas profundas, geradas pela base, às estruturas de superfície das frases, que recebem então uma interpretação fonética para tornarem-se as frases efetivamente realizadas. Assim, a base permite gerar as duas sequências:
(1) A + mãe + ouve + algo;
(2) A + criança + canta.
A parte transformacional da gramática permite obter "A mãe ouve que a criança canta" e "A mãe ouve a criança cantar". Trata-se ainda de estruturas abstratas que só se tornarão frases efetivamente realizadas após aplicação das regras do componente fonético. A base é formada de duas partes:
- O componente ou base categorial é o conjunto das regras que definem as relações gramaticais entre os elementos que constituem as estruturas profundas e que são representadas pelos símbolos categoriais. Assim, uma frase é formada pela sequência SN + SV, em que SN é o símbolo categorial de sintagma nominal e SV o símbolo categorial de sintagma verbal: a relação gramatical é a de sujeito e predicado;

- O léxico, ou dicionário da língua, é o conjunto dos morfemas lexicais definidos por séries de traços que os caracterizam; assim, o morfema mãe será definido no léxico como um substantivo, feminino, animado, humano, etc. Se a base define a sequência de símbolos: Art. + N + V + Pres. + Art. + N (Art. = artigo, N = nome, V = verbo, Pres. = presente), o léxico substitui cada um desses símbolos por uma "palavra" da língua: A + mãe + (vazio) + acabar + o + trabalho, as regras de transformação convertem essa estrutura profunda numa estrutura de superfície: a + mãe + acabar + (vazio) + o + trabalho, e as regras fonéticas realizam A mãe acaba o trabalho.

Obtiveram-se, portanto, no fim da base, sequências terminais de formantes gramaticais (como número, presente, etc.) e morfemas lexicais; essas sequências são suscetíveis de receber uma interpretação conforme as regras do componente semântico. Para serem realizadas, vão passar pelo componente transformacional.
As transformações são operações que se convertem as estruturas profundas em estruturas de superfície sem afetar a interpretação semântica feita ao nível das estruturas profundas. As transformações, provocadas pela presença na base de certos constituintes, comportam duas etapas; uma consiste na análise estrutural da sequência oriunda da base a fim de ver se sua estrutura é compatível com uma transformação definida, a outra consiste numa mudança estrutural dessa sequência (por adição, apagamento, deslocamento, substituição); chega-se então a uma sequência transformada correspondente a uma estrutura de superfície. Assim, a presença do constituinte "passivo" na sequência de base provoca modificações que fazem com que a frase 'O pai lê o jornal' se torne 'O jornal é lido pelo pai'.
Essa sequência vai ser convertida numa frase efetivamente realizada pelas regras do componente fonológico (diz-se também morfofonológico) e fonético. Essas regras definem as "palavras" provenientes das combinações de morfemas lexicais e formantes gramaticais, e lhes atribuem uma estrutura fônica. É o componente fonológico que converte o morfema lexical "criança" numa sequência de sinais acústicos [kriãsa].
A teoria gerativa deve fornecer uma teoria fonética universal que permita estabelecer a lista dos traços fonéticos e as listas das combinações possíveis desses traços; repousa, portanto, sobre uma matriz universal de traços fônicos. Deve fornecer uma teoria semântica universal suscetível de estabelecer a lista dos conceitos possíveis; implica, portanto, uma matriz universal de traços semânticos. Enfim, a teoria gerativa deve fornecer uma teoria sintática universal, isto é, estabelecer a lista das relações gramaticais da base e das operações transformacionais capazes de dar uma descrição estrutural de todas as frases. Essas tarefas da gramática gerativa implicam, portanto, a existência de universais linguísticos a esses três níveis.